# 스포츠 중계
스포츠 중계는 스포츠 경기를 텔레비전, 라디오 및 기타 방송 매체를 통해 실시간으로 전달하는 방송을 의미한다. 일반적으로 한 명 이상의 해설자가 경기가 진행되는 동안 실시간으로 상황을 설명하는 형식으로 구성된다.
이러한 중계는 일반적으로 한 명 이상의 스포츠 해설자가 경기 진행 상황을 실시간으로 설명하는 방식으로 이루어진다.
주로 중계 부스, 방송 세트, 라디오 및 텔레비전 스튜디오와 같은 환경에서 활동한다. 이들의 역할에 따라 직무의 성격이 달라지며, 특히 플레이 바이 플레이(경기 상황을 순간순간 전달하는 해설)의 경우, 어느 한 순간도 놓칠 수 없는 시간 민감적인 업무이다. 이로 인해 스포츠 캐스터는 일정에 유연하게 대응할 수 있어야 한다.
스포츠 방송인은 다양한 방식으로 경기 영상을 전달하며, 경기 후 인터뷰나 해설 등도 제공한다. 스포츠 캐스팅은 미국을 비롯한 전 세계적으로 큰 산업이며, 스포츠와 관련된 모든 활동 예컨대 스포츠 관련 기사 읽기, 경기 시청, 오디오 청취 등은 모두 스포츠 방송의 한 형태로 볼 수 있다.
스포츠 방송인은 단순히 경기 상황을 전달하는 것을 넘어, 자신이 담당하는 스포츠의 역사와 경기 통계를 연구하고 숙지해야 한다. 스포츠에 대한 학습과 사실에 기반한 전달은 그들의 업무에 필수적이며, 경기를 흥미롭고 생동감 있게 전달하는 데 중요한 역할을 한다.

## 역사
최초의 스포츠 중계는 1899년 구겔리엘모 마르코니가 뉴욕 항에서 열린 아메리카스컵을 중계한 것이었을 것이다. 사전 녹화된 최초의 스포츠 중계는 1911년 미국 캔자스에서 이루어졌다. 당시에는 실제 경기를 현장에서 본 사람이 없이, 전신을 통해 전달받은 정보를 바탕으로 사람들끼리 풋볼 경기의 장면을 재현하는 형식이었기 때문에 공식적인 중계로는 간주되지 않았다.
그로부터 10년 후인 1921년 펜실베이니아주 피츠버그에서 복싱 경기를 라디오로 중계한 것이 최초의 스포츠 라디오 방송으로 기록된다. 1931년 6월 3일 영국에서 열린 엡섬 더비가 세계 최초의 생방송 텔레비전 스포츠 중계로 방영되었다.
1951년에는 브루클린 다저스와 보스턴 브레이브스 간의 야구 경기가 세계 최초의 컬러 스포츠 중계로 전파를 탔다. 시간이 흐를수록 대중에게 제공되는 선택지는 점점 다양해졌고, 스포츠 방송은 점차 대중적인 인기를 얻게 되었다. 최초의 육성 중계, 생중계, 그리고 전문적인 방송이 차례로 등장하였으며, 신문, 라디오, 텔레비전 등 다양한 매체를 통해 대중은 스포츠를 접할 수 있게 되었다.
청취자와 시청자 수가 증가함에 따라, 중계를 접할 수 있는 경로 또한 확대되었다. 스포츠 방송은 미국 시민들의 오락에 대한 관심 증가에도 큰 영향을 미쳤다. 스포츠 방송인에 대한 수요가 높아짐에 따라, 방송 네트워크는 더욱 진보된 기술을 도입하여 프로그램을 제작하게 되었다.

## 불법 중계 이슈
인터넷의 확산으로 인해 정식 중계권 없이 스포츠 중계를 제공하는 불법 사이트들도 증가하고 있다.  이러한 사이트들은 광고 수익, 피싱 유도, 악성코드 배포 등의 문제를 유발할 수 있으며, 저작권법 위반에 해당한다.  국내에서는 정보통신망법과 저작권법에 따라 규제되고 있으며, 방송통신심의위원회 등을 통해 차단 조치가 이루어진다.
일부 사이트들은 VPN을 이용하거나 P2P 기술을 활용해 차단을 우회하기도 하며, 국제적으로도 저작권 침해에 대한 법적 대응이 강화되고 있다.

## 같이 보기
- 스포츠 저널리즘
- 중계권
- OTT
- 라이브 스트리밍

- 스포츠 저널리즘